# La Suisse (battello a vapore)
La Suisse è un battello a vapore facente parte della flotta Belle Epoque della Compagnie Générale de Navigation sur le lac Léman (CGN).
È considerato il "fiore all'occhiello" della flotta Belle Epoque.

## Storia
È stato costruito nel 1909 dai fratelli Sulzer. Entrato in servizio il 31 maggio 1910, è stato per un certo periodo il più grande battello dei laghi svizzeri.

### Revisioni
- Nel 1927 si sostituirono i tubi della caldaia, si restaurò il salone di prima classe, e si installò un tetto in metallo sul ponte superiore.
- Nel 1948 il battello è stato sottoposto a un'altra revisione dopo la pausa (1940-1947) avvenuta a causa della seconda guerra mondiale.
- Nel 1960 il carbone usato per la combustione viene sostituito dal petrolio.
- Nel 1970 le due caldaie originali sono state sostituite da una caldaia più efficiente, il sistema elettrico passa da 65 volt a 220 volt, ed è stato installato nuovo sistema elettro-idraulico di controllo del timone.
- Tra il 1981 e il 1989 si intervenne sulla macchina e le tubazioni interne.
- Nel 2003 il battello è stato ridecorato.
- Da ottobre 2007 a maggio 2009 il battello è stato completamente ristrutturato grazie alle donazioni raccolte dall'Association des amis des bateaux à vapeur du Léman e a un aumento di capitale della CGN.

Si stima che i costi siano stati di 15 milioni di franchi svizzeri.
L'Association Patrimoine du Léman dal 2005 al 2007 ha effettuato un'ampia ricerca storica che ha contribuito a ripristinare il salone di prima classe al suo stato originario.

## Altro
Dal 2011 la flotta Belle Époque (che comprende anche il battello La Suisse) è parte dei monumenti storici del Canton Vaud.

## Galleria d'immagini

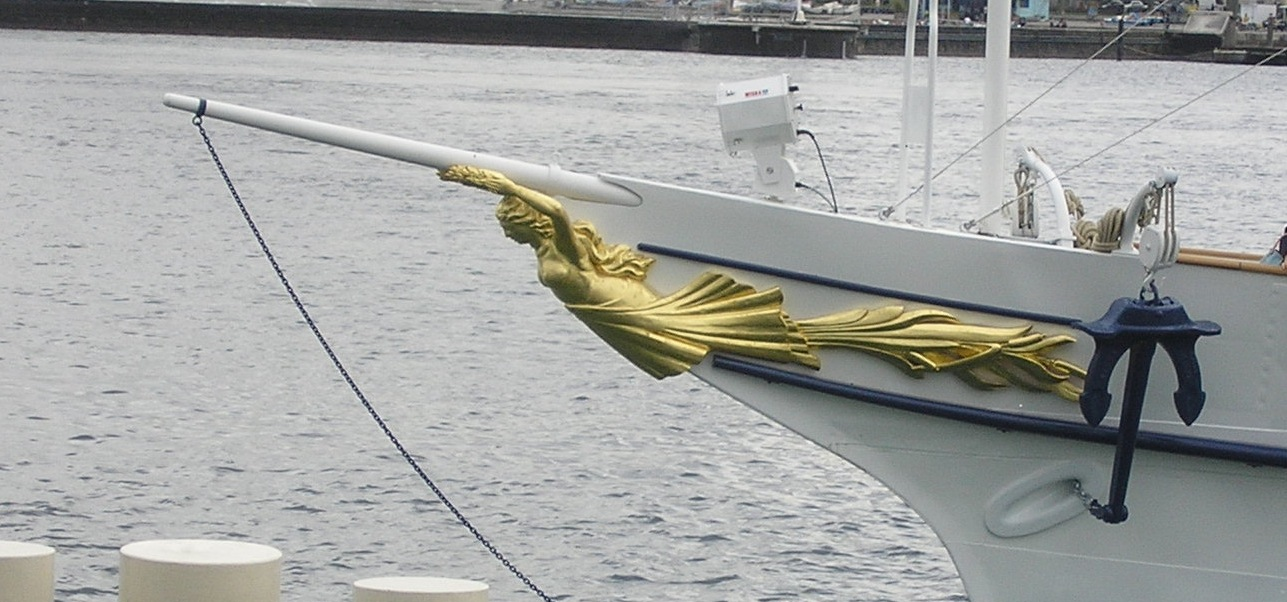
La polena
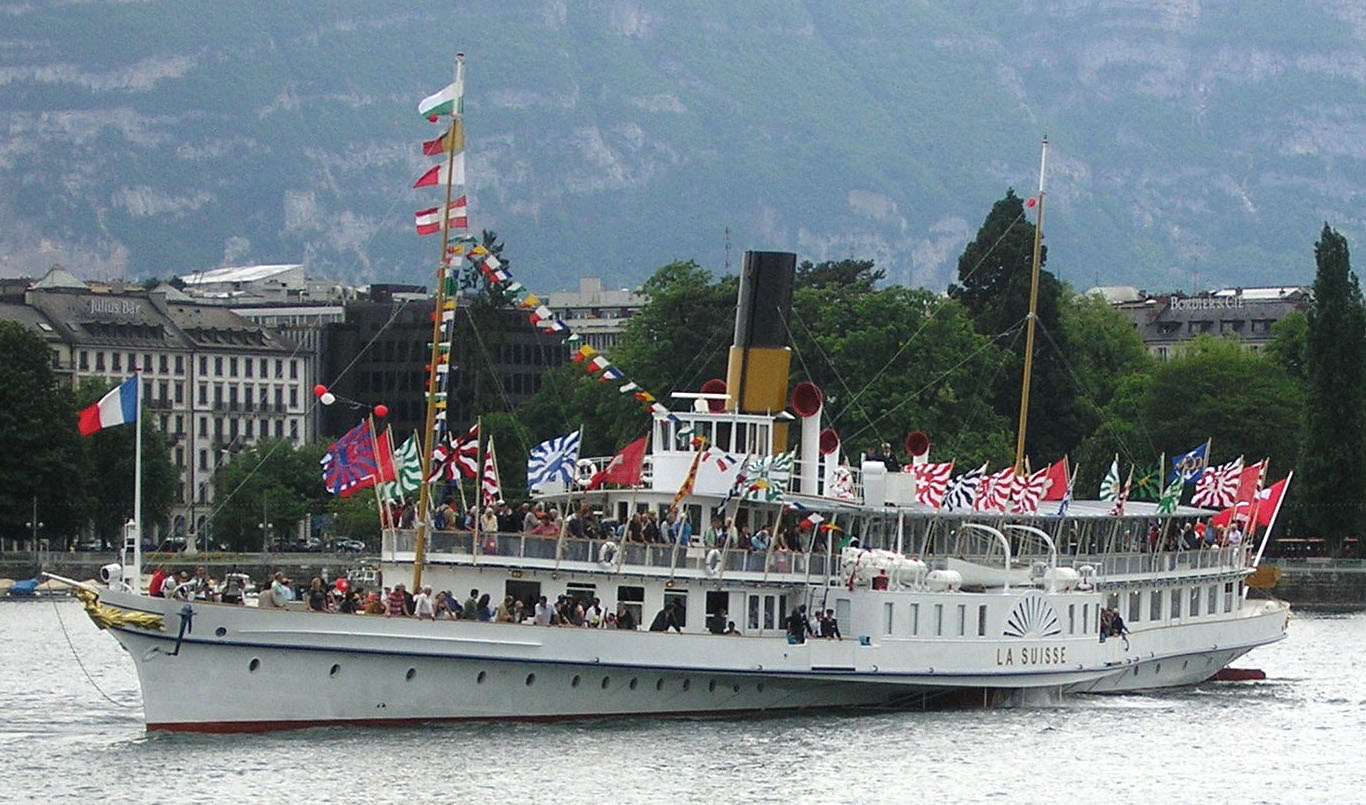
Inaugurazione dopo la revisione 2007/2009
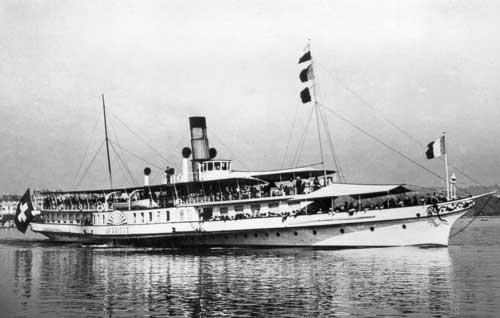
Negli anni '20
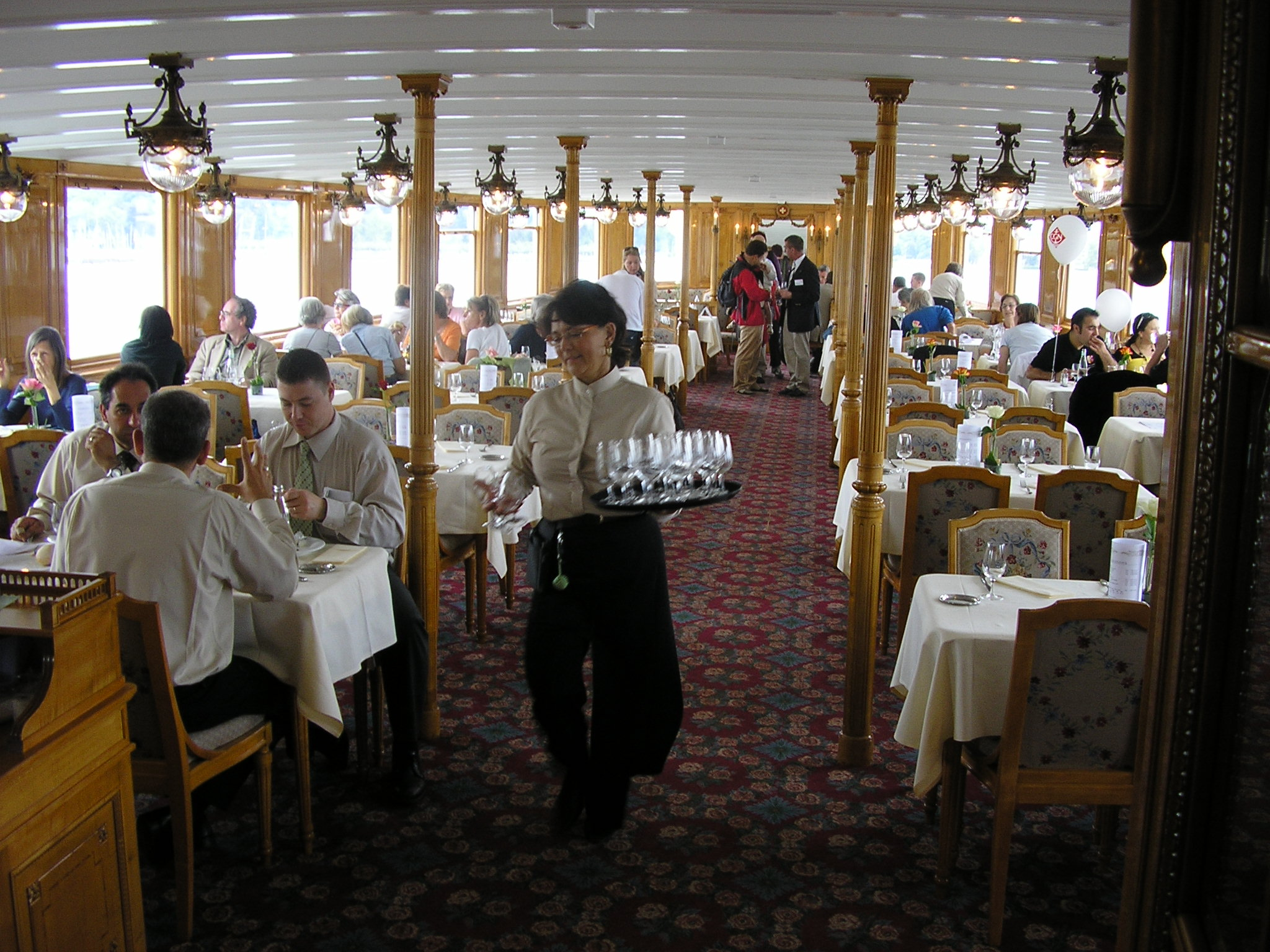
Ristorante di prima classe